# Casson
Casson (bretonisch: Kazon; Gallo: Caczon) ist eine französische Gemeinde mit 2.600 Einwohnern (Stand: 1. Januar 2022) im Département Loire-Atlantique in der Region Pays de la Loire. Casson gehört zum Arrondissement Châteaubriant-Ancenis und zum Kanton Nort-sur-Erdre. Die Einwohner werden Cassonais genannt.

## Geografie
Casson liegt etwa 22 Kilometer nördlich von Nantes. Umgeben wird Casson von den Nachbargemeinden Nort-sur-Erdre im Norden und Osten, Sucé-sur-Erdre im Süden und Südosten, Grandchamps-des-Fontaines im Süden und Südwesten sowie Héric im Westen und Nordwesten.

## Bevölkerungsentwicklung
| Jahr      | 1962 | 1968 | 1975 | 1982 | 1990 | 1999 | 2006 | 2017 |
| Einwohner | 690  | 647  | 608  | 974  | 1202 | 1319 | 2012 | 2303 |

## Sehenswürdigkeiten
- Kirche Saint-Louis, erbaut 1841

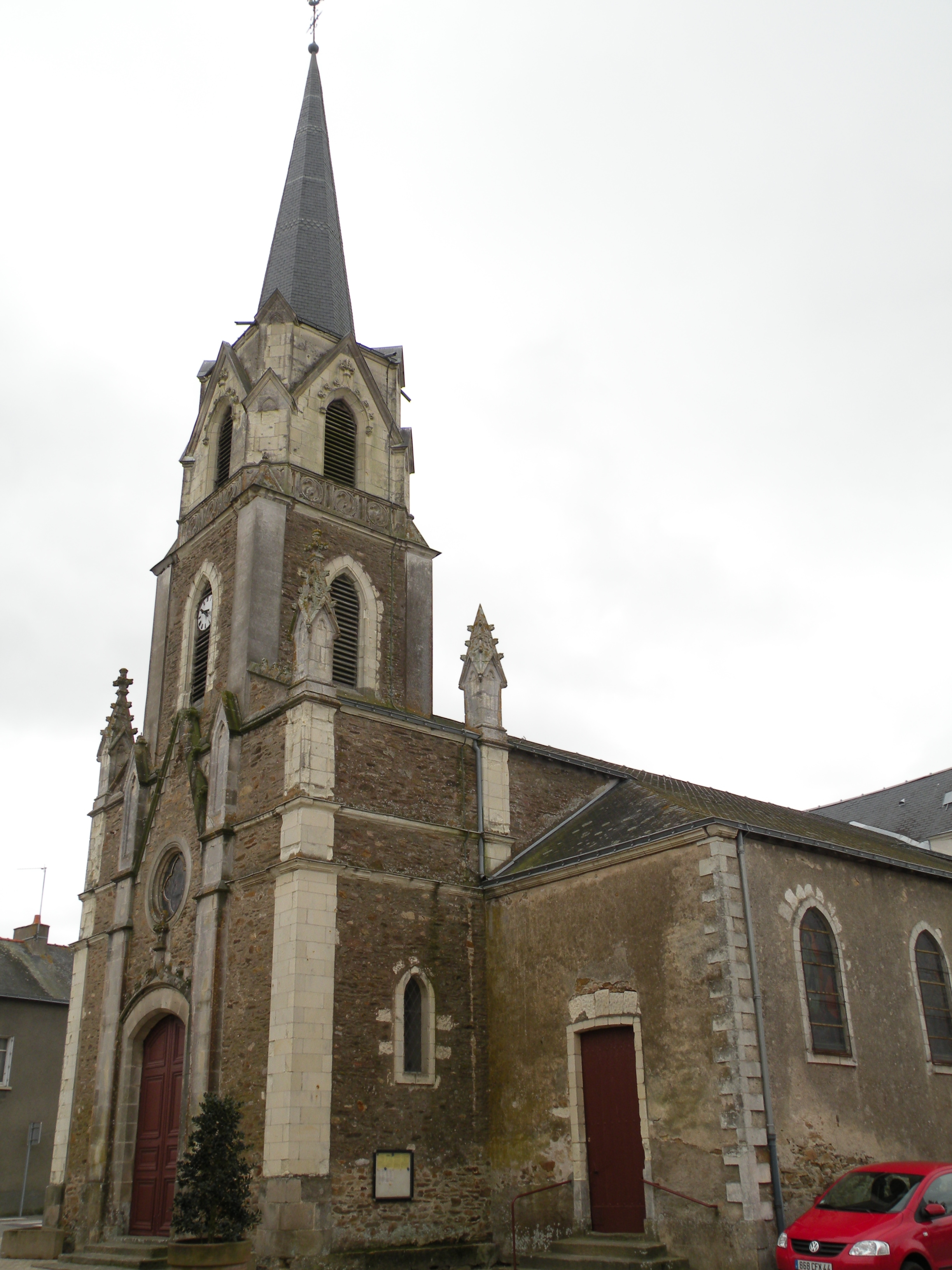
Kirche Saint-Louis

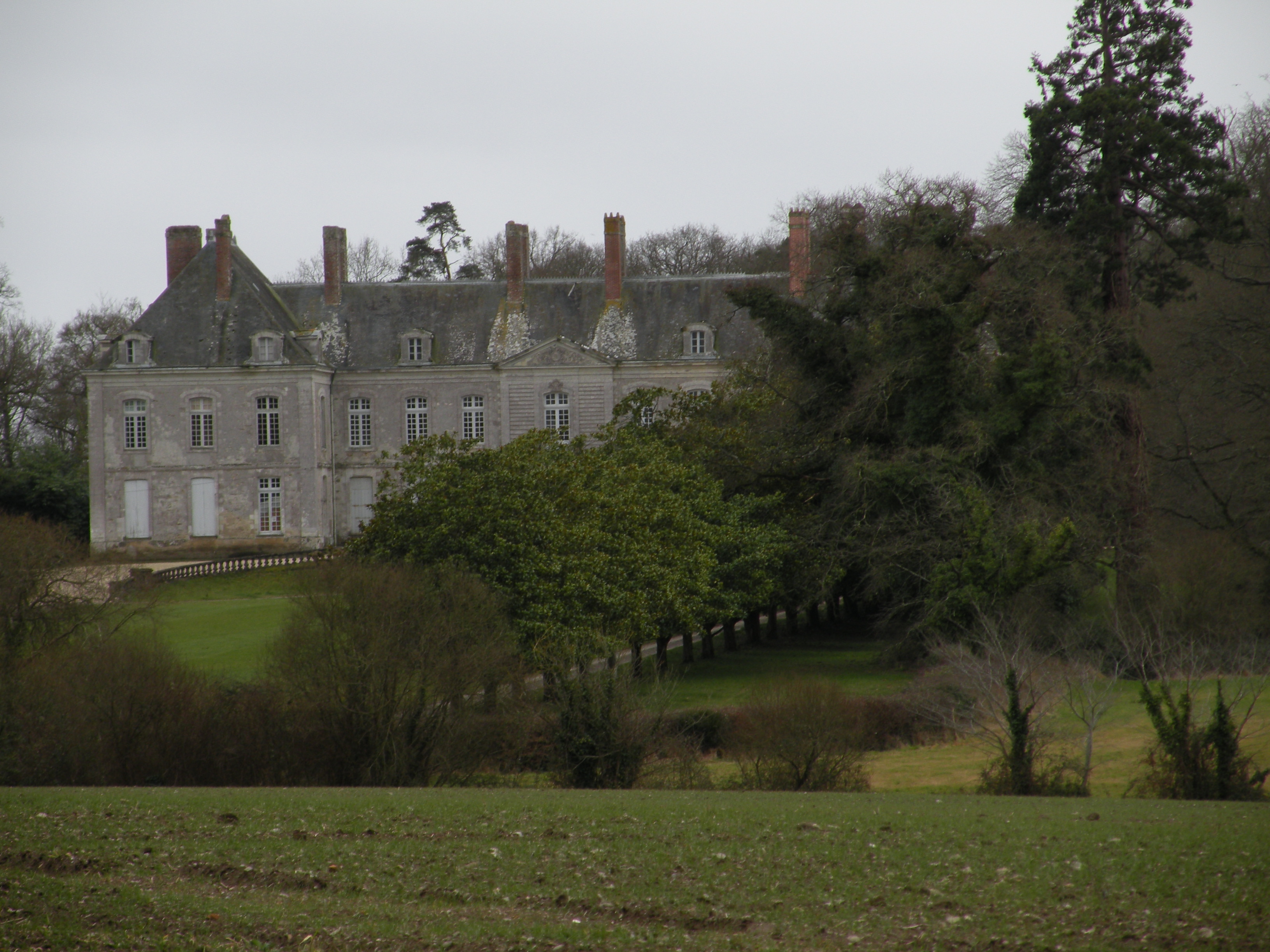
Schloss Plessis

- Kapelle Notre-Dame-de-Recouvrance aus dem Jahre 1860
- Schloss Plessis von 1756 mit Kapelle Sainte-Anne (erbaut 1849), Schloss ist Monument historique seit 1989
- Schloss Pervenchère, seit 1435 bezeugt
- Wegekreuz

Siehe auch: Liste der Monuments historiques in Casson

## Persönlichkeiten
- François Dollier de Casson (1636–1701), Entdecker und Sulpizianer